# Caro Emerald
Caro Emerald, właśc. Caroline Esmeralda van der Leeuw (ur. 26 kwietnia 1981 w Amsterdamie) – holenderska wokalistka pop i jazzowa. 
Zadebiutowała 6 lipca 2009 singlem Back It Up. Jej debiutancki album "Deleted Scenes from the Cutting Room Floor", wydany 29 stycznia 2010, przez 27 tygodni zajmował pierwszą pozycję na holenderskiej liście Album Top 100, bijąc rekord płyty "Thriller" Michaela Jacksona z 1982 roku (26 tygodni na pierwszym miejscu).

## Dyskografia
Albumy studyjne
| Rok                                                        | Tytuł                                                                                            | Pozycja na liście | Pozycja na liście | Pozycja na liście | Pozycja na liście | Pozycja na liście | Pozycja na liście | Pozycja na liście | Certyfikat                                      |
| Rok                                                        | Tytuł                                                                                            | POL               | FRA               | AUT               | CHE               | ITA               | NLD               | GRE               | Certyfikat                                      |
| ---------------------------------------------------------- | ------------------------------------------------------------------------------------------------ | ----------------- | ----------------- | ----------------- | ----------------- | ----------------- | ----------------- | ----------------- | ----------------------------------------------- |
| 2010                                                       | Deleted Scenes from the Cutting Room Floor - Data: 29 stycznia 2010 - Wydawca: Grandmono Records | 5                 | 79                | 3                 | 10                | 14                | 1                 | 27                | - POL: 3x platynowa płyta - UK: platynowa płyta |
| 2013                                                       | The Shocking Miss Emerald - Data: 3 maja 2013 - Wydawca: Grandmono Records                       | 17                | 166               | 3                 | 3                 | 22                | 1                 | —                 | - UK: złota płyta                               |
| "—" pozycja nie była notowana lub jeszcze się nie ukazała. |                                                                                                  |                   |                   |                   |                   |                   |                   |                   |                                                 |

Albumy koncertowe
| Rok  | Tytuł | Pozycja na liście | Pozycja na liście | Pozycja na liście |
| Rok  | Tytuł | POL               | AUT               | NLD               |
| ---- | --- | ----------------- | ----------------- | ----------------- |
| 2011 | Deleted Scenes From The Cutting Room Floor - Live From Amsterdam - Data: 2 września 2011 - Wydawca: Grandmono Records | 34                | 65                | 51                |

Single
| 2009                           | Back It Up        | — | 24 | 1 |
| 2009                           | A Night Like This | 2 | 35 | 1 |
| 2010                           | That Man          | — | 44 | — |
| 2010                           | Stuck             | — | —  | — |
| 2011                           | Riviera Life      | — | —  | — |
| 2011                           | The Other Woman   | — | —  | — |
| 2012                           | Dr. Wanna Do      | — | —  | — |
| 2013                           | Tangled Up        | — | —  | — |
| "—" pozycja nie była notowana. |                   |   |    |   |

## Nagrody
- European Border Breakers' Awards 2010[18]
- MTV Europe Music Awards 2010 - najlepszy holenderski i belgijski wykonawca